# نادي أمبارو أتليتيكو
نادي أمبارو أثلتيكو (بالبرتغالية: Amparo Athlético Club‏) المعروف باسم أمبارو، هو نادي كرة قدم برازيلي مقرّه في أمبارو ‏، ساو باولو.